# فرودگاه شهرستان ایندیانا-جیمی استوارت
فرودگاه شهرستان ایندیانا-جیمی استوارت (به انگلیسی: Indiana County-Jimmy Stewart Airport) (به زبان بومی: Indiana County Airport (Jimmy Stewart Field)) یک فرودگاه همگانی بهره‌برداری هوایی با کد یاتا IDI است که یک باند فرود آسفالت دارد و طول باند آن ۱۲۲۰ متر است. این فرودگاه در کشور ایالات متحده آمریکا قرار دارد و در ارتفاع ۴۲۸ متری از سطح دریا واقع شده‌است.